# Jan Johansson (Musiker)

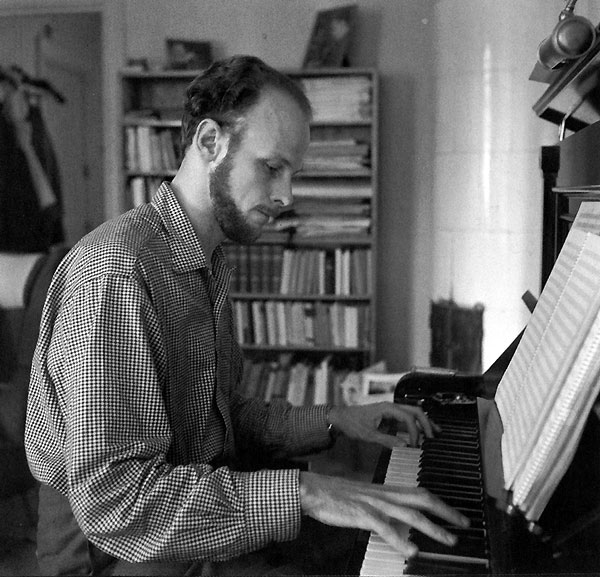
Jan Johansson

Jan Johansson (* 16. September 1931 in Söderhamn, Schweden; † 9. November 1968 in Sollentuna, Schweden) war ein schwedischer Pianist und Jazzmusiker.

## Leben und Wirken
Johansson fing 1942 an Klavier zu spielen. Am Anfang der Fünfzigerjahre begann er an der Universität Chalmers Elektrotechnik zu studieren, brach jedoch sein Studium ab, um sich ganz der Musik zu widmen. Er spielte in den Bands von Kenneth Fagerlund und Gunnar Johnson. 1958 bis 1960 begleitete er zunächst Stan Getz mit seiner Band auf einer Skandinavientournee, bevor er zusammen mit Oscar Pettiford in der Hausband des Jazzhus Montmartre weitere amerikanische Jazzstars in Kopenhagen begleitete. Johansson war das erste europäische Mitglied in Jazz at the Philharmonic. 1961 zog er nach Stockholm. In den sechziger Jahren schuf er zeitlos gültige Jazzfassungen von schwedischen und russischen Volksliedern, z. B. das Album Jazz på svenska („Jazz auf schwedisch“) von 1963, das sich über eine Million Mal verkaufte. Nach Ralf Dombrowski war er mit seinem Stil vorbildlich für viele spätere skandinavische Jazzmusiker und prägte „klangästhetisch bis in die Gegenwart die Vorstellung von skandinavischem Jazz“. 1967 war er als Mitglied des Sextetts von Arne Domnérus auf dem Jazz Festival in Tallinn.
Er arbeitete auch zusammen mit Astrid Lindgren. Sein wohl bekanntestes Stück ist Hey, Pippi Langstrumpf. Hier arbeitete er eng mit seinem Freund, dem Bassisten Georg Riedel, zusammen, der nach seinem Tod ihre Arbeit an den Astrid-Lindgren-Fernsehfilmen fortsetzte.
1957 heiratete er Else Bergström und bekam mit ihr die Söhne Anders und Jens, die ebenfalls Musiker sind. Sie haben viele der Alben und Aufnahmen ihres Vaters bei ihrem Label Heptagon Records neu veröffentlicht.
Jan Johansson starb im November 1968 auf dem Weg zu einem Konzert, das in einer Kirche von Jonkoping stattfinden sollte, bei einem Autounfall mit einem Bus. Er ist auf dem Skogskyrkogården in Stockholm begraben.
Das Magazin Rolling Stone  wählte sein Album Jazz på svenska (1964) mit Jazzinterpretationen schwedischer Volkslieder 2013 in seiner Liste Die 100 besten Jazz-Alben auf Platz 57.

## Diskographische Hinweise
- Johansson/Innertrio: 8Bitar (Heptagon, 1961–1962)
- Jan Johansson / Svend Asmussen Jazz på ungerska / In Pleno (Heptagon, 1964)
- In Hamburg with Georg Riedel (ACT Music, 1964–1966, mit Rune Gustafsson u. a., ed. 2011)
- Den korta fristen (Heptagon, 1968)
- Folkvisor: Jazz på svenska / Jazz på ryska, Heptagon HECD-000  (Aufnahmen von 1962/63/64 und 1967)

## Auszeichnungen für Musikverkäufe
| 3× Platin-Schallplatte - Dänemark - 2024: für das Album Jazz på svenska |

| Land/RegionAuszeichnungen für Musikverkäufe (Land/Region, Auszeichnungen, Verkäufe, Quellen) | Gold | Platin     | Verkäufe | Quellen |
| -------------------------------------------------------------------------------------------- | ---- | ---------- | -------- | ------- |
| Dänemark (IFPI)                                                                              | —    | 3× Platin3 | 60.000   | ifpi.dk |
| Insgesamt                                                                                    | —    | 3× Platin3 |          |         |